# Stanley Rous
Sir Stanley Ford Rous (født 25. april 1895 i Suffolk, England, død 18. juli 1986 i London) var FIFAs sjette præsident fra 1961–74.
Han var også fodbolddommer. Han dømte 36 internationale kampe. I 1934 dømte han FA-cupfinalen mellem Manchester City og Portsmouth.
Rous blev adlet i 1949.